# Ruptures (bande dessinée)
Pour les articles homonymes, voir Ruptures.
Ruptures est le second album du premier cycle de la série de science-fiction Orbital constituée de diptyques, dessiné par Serge Pellé et écrit par Sylvain Runberg, sorti en juin 2007 par les éditions Dupuis dans la collection Repérages.

## Synopsis
(…)

## Histoire
(…)

## Commentaires
(…)